# Oskar von Barchwitz-Krauser

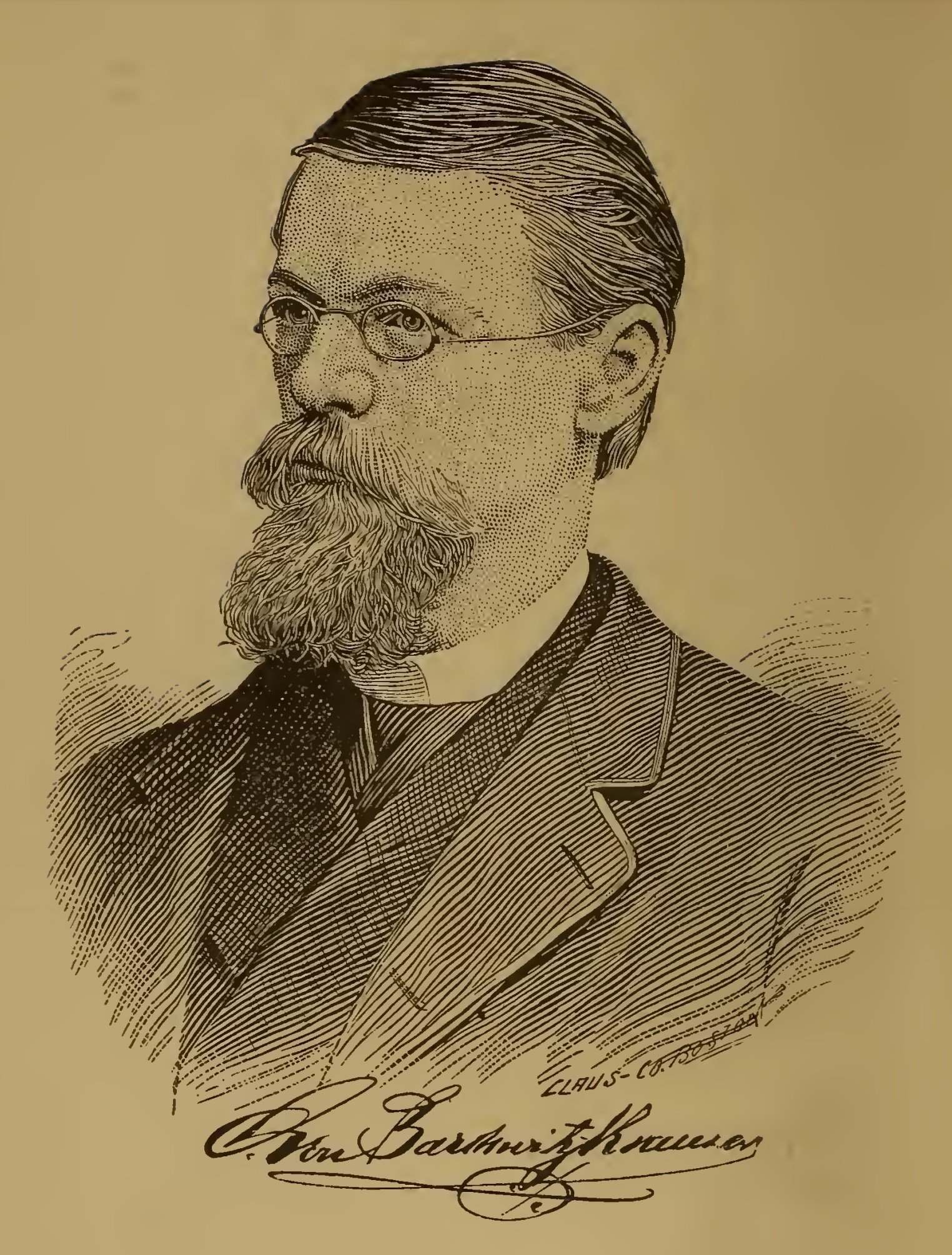
Oskar von Barchwitz-Krauser (1885)

Oskar von Barchwitz-Krauser (Prusia, 1854-1931) fue un pastor evangélico y misionero alemán, comisionado por el Gobierno de Chile para que, estando él y su esposa de viaje en Alemania, seleccionara y reclutara a un grupo de familias para colonizar la zona de Contulmo, como parte de la colonización europea de la Araucanía. 
De tradición luterana, ya había emigrado anteriormente a Estados Unidos para contribuir en las iglesias bautistas y metodistas estadounidenses, especialmente entre Luisiana y Ohio. Tras su primera llegada a Chile desde Norteamérica en 1879, se desempeñó como asesor de las iglesias evangélicas en formación de Valparaíso, trabajando con los inmigrantes y marineros de fe protestante llegados al puerto, para ello contó con el apoyo del pastor presbiteriano David Trumbull. También trabajó conjuntamente en Chile con el obispo metodista William Taylor, de cuya labor publicó el libro  en inglés Seis Años con William Taylor en Sudamérica, en el cual narra a modo de libro de viajes autobiográfico, su trabajo misional entre Estados Unidos, Alemania y Chile.

## Colonización de Contulmo

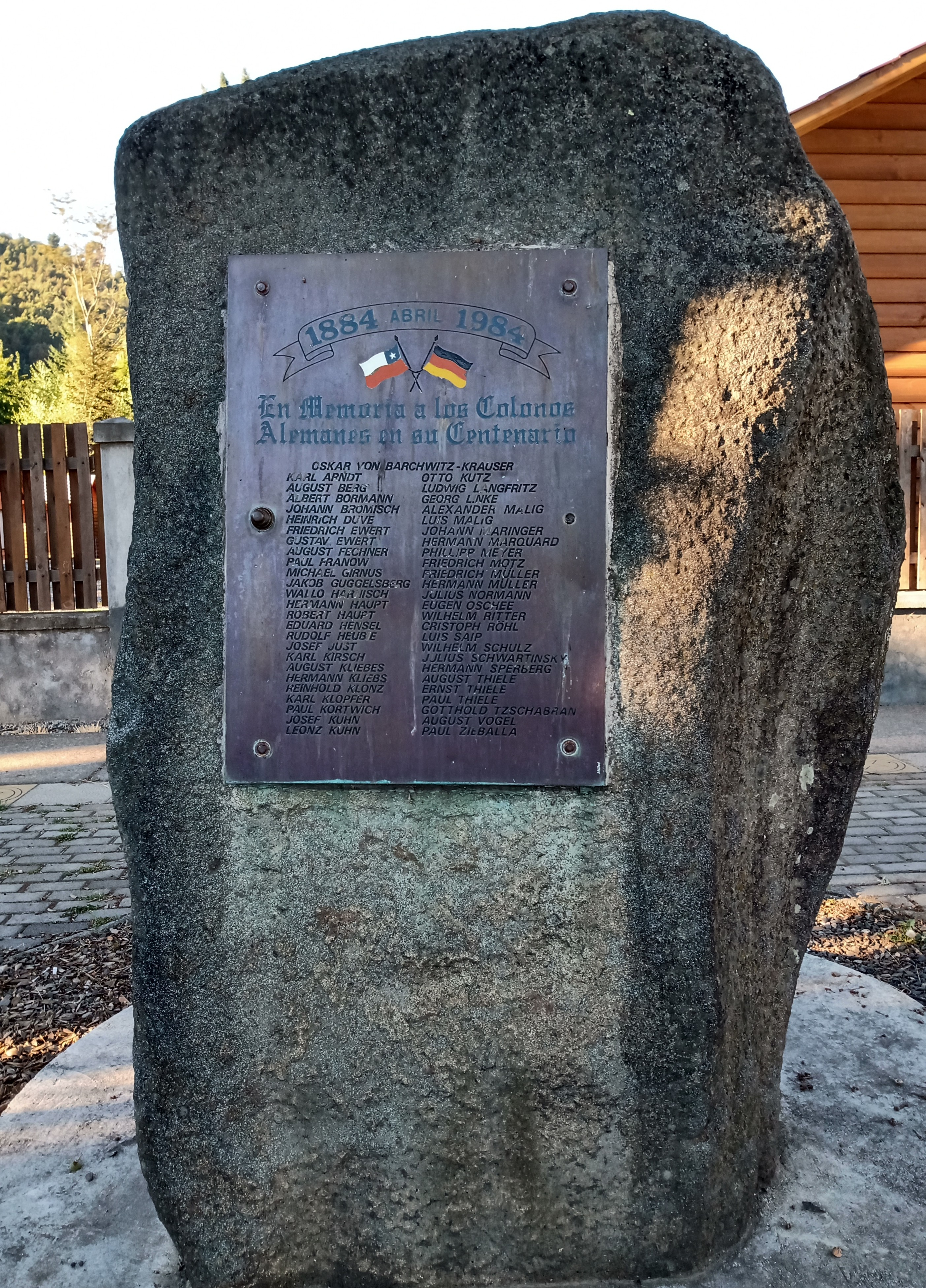
Piedra conmemorativa del Centenario de la colonización alemana de Contulmo, donde figura el nombre de Oskar von Barchwitz-Krauser en primer lugar.

A principios del año 1884, al año siguiente de finalizada la ocupación de la Araucanía, comienza a erigirse el poblado de "San Luis de Contulmo" con las 48 familias provenientes de Alemania, de religión protestante y posteriormente algunos de procedencia Judea-alemana, llegados a Sudamérica tras las gestiones efectuadas por el pastor luterano, Oskar von Barchwitz-Krauser, quien luego de realizar una serie de conferencias en la capital alemana, reunió un grupo de misioneros motivados por colonizar y evangelizar en el sur de Chile, zarpando todos juntos desde Hamburgo hacia Liverpool para embarcarse desde allí en el vapor trasatlántico «Cotopaxi», que los llevaría hasta el puerto de Talcahuano, haciendo una escala en Río de Janeiro, Brasil. Una vez llegados al puerto chileno, se dirigieron hacia Concepción para luego desde allí, adentrarse desde la costa hasta Angol, donde recibieron algunas herramientas e implementos para iniciar la labor colonizadora, como también las carretas de bueyes que le fue designada una por cada familia con las que tuvieron que llegar en caravana hasta la cordillera de Nahuelbuta. Entre los pasajeros destaca el que sería el primer alcalde de Contulmo Paul Kortwich. Se trató de una difícil tarea, en unos territorios casi inexplorados, cubiertos de pantanos y una densa vegetación que rodeaba el lago Lanalhue. Los colonos, con el apoyo del gobierno chileno y alemán, iniciaron los trabajos agropecuarios y de desarrollo urbano de la comuna.